# Josico
Josico, pseudonimo di José Joaquín Moreno Verdú (Hellín, 6 gennaio 1975), è un allenatore di calcio ed ex calciatore spagnolo, di ruolo centrocampista.

## Carriera
Ha giocato dal 1995 al 1998 nell'Albacete, società in cui si è formato. Si è trasferito al Las Palmas dove ha giocato fino al 2002, anno in cui si è trasferito al Villarreal, squadra di cui è divenuto capitano. Nel 2008 viene ceduto al Fenerbahçe nonostante la sua intenzione di rimanere nel Villarreal, poiché l'allenatore Manuel Pellegrini decide di andare avanti senza di lui. Nel 2009 passa al Las Palmas in Segunda División spagnola ed il 26 maggio 2011 decide di ritirarsi alla soglia dei 36 anni.
Josico è stato capitano della nazionale spagnola Under-21 che ha vinto il titolo europeo di categoria nel 1998.

## Palmarès

### Giocatore

#### Competizioni nazionali
- Segunda División: 1

Las Palmas: 1999-2000

#### Competizioni internazionali
- Coppa Intertoto UEFA: 2

Villarreal: 2003, 2004